# غارث إيفرت
غارث إيفرت (بالإنجليزية: Garth Everett)‏ هو ضابط وسياسي أمريكي، ولد في 28 يناير 1954 في الولايات المتحدة. حزبياً، نشط في الحزب الجمهوري. وقد انتخب عضو مجلس نواب بنسيلفانيا.